# عرب‌بصره
عرب‌بصره (به لاتین: Ərəbbəsrə) منطقه‌ای مسکونی در جمهوری آذربایجان است که در شهرستان یولاخ واقع شده است. عرب‌بصره ۸۰۶ نفر جمعیت دارد.